# Mackenzie Ziegler

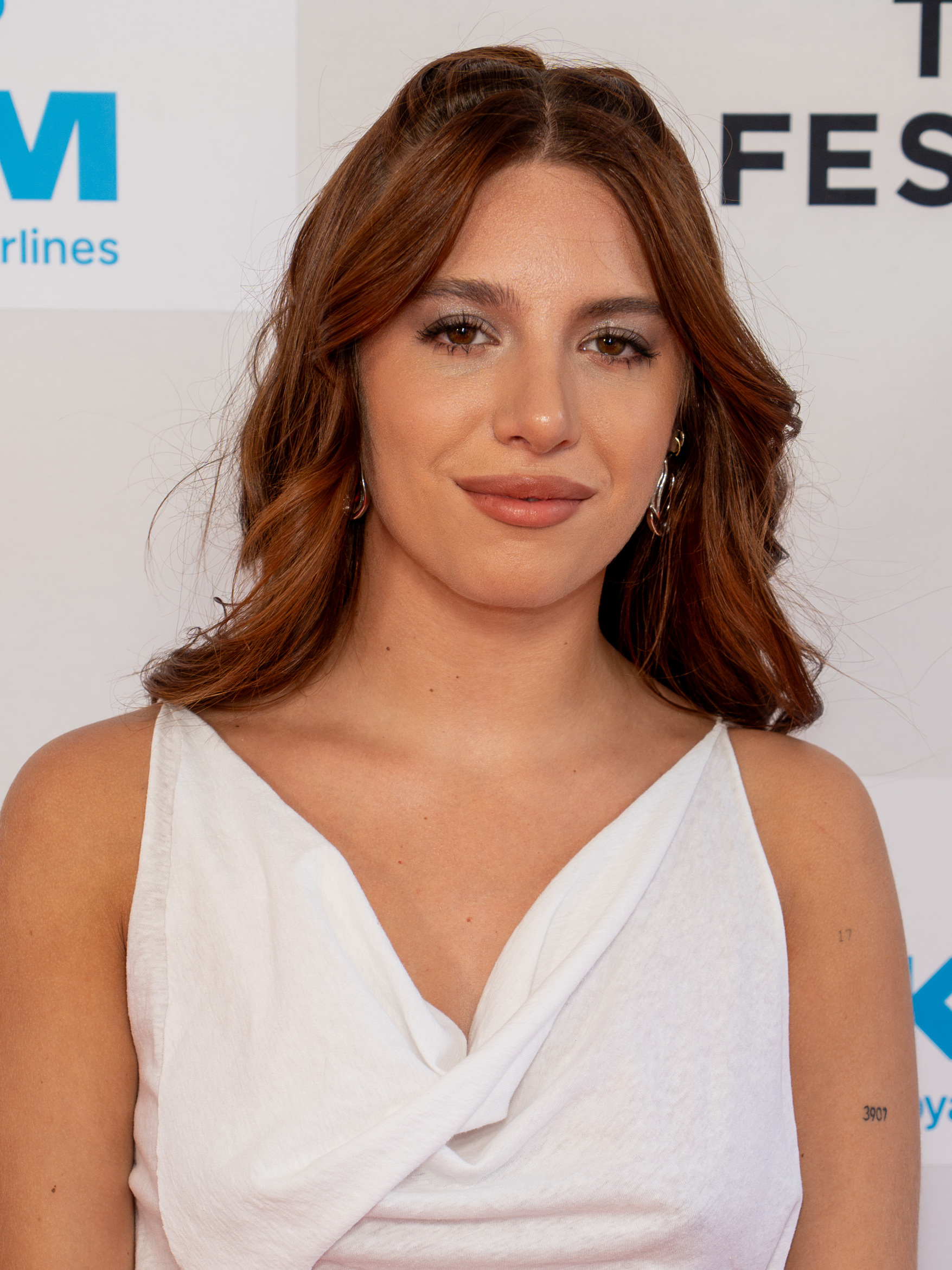
Mackenzie Ziegler (2025)

Mackenzie Frances Ziegler (* 4. Juni 2004 in Pittsburgh, Pennsylvania) ist eine US-amerikanische Tänzerin, Sängerin, Schauspielerin und Model.

## Leben

### Familie
Mackenzie Ziegler ist die Tochter von Melissa Gisoni und Kurt Ziegler mit polnischer, deutscher und italienischer Abstammung. Sie ist die jüngere Schwester von Maddie Ziegler. Zudem hat sie zwei Halbbrüder aus der ersten Ehe ihres Vaters sowie zwei Stiefgeschwister aus einer früheren Ehe ihres Stiefvaters. Nachdem die Familie mehrere Jahre in einem kleinen Haus in Murrysville gelebt hatte, bezog sie im Jahr 2015 ein größeres, neues Einfamilienhaus.

### Ausbildung und Karriere
Seit ihrem dritten Lebensjahr wurde sie zur Tänzerin als aktives Mitglied der Abby Lee Dance Company in Pittsburgh ausgebildet. Ziegler war zudem feste Besetzung der von Lifetime Television in Pittsburgh produzierten Reality-TV-Show Dance Moms, in der sie seit dem Jahr 2011 mitwirkte. Bis zum Jahr 2013 besuchte Ziegler die Grundschule, bevor sie zu Hause unterrichtet wurde.
Neben ihrer Ausbildung zur Tänzerin nahm sie Gesangunterricht und veröffentlichte unter dem Künstlernamen Mack Z am 18. März 2014 ihre erste Single It’s a Girl Party, die Platz 85 der irischen Single-Charts erreichte. Am 26. April 2014 wurde ihr Debütalbum Mack Z veröffentlicht.
In den Jahren 2015 und 2017 übernahm sie in jeweils einer Episode in der von Nickelodeon produzierten Sitcom Nicky, Ricky, Dicky & Dawn eine Gastrolle als Lilly. Am 28. April 2017 veröffentlichte sie ihre Single Monsters (AKA Haters).
Im November 2018 veröffentlichte Ziegler ihr zweites Album Phases, welches die unter anderem von der australischen Sängerin Sia geschriebene Single Wonderful enthält.

#### Tätigkeit als Model
Ziegler arbeitet als Model und veröffentlichte im Oktober 2014 gemeinsam mit ihrer Schwester eine auf 100 Einzelstücke limitierte Modekollektion mit dem Namen Maddie & Mackenzie Collection und lief im Jahr 2015 für die Ralph Lauren Corporation in New York City.
Darüber hinaus startete sie im Juli 2017 eine eigene Modekollektion zusammen mit dem in New Albany in Ohio ansässigen Unternehmen Tween Brand und deren Einzelhändlerkette „Justice“ unter dem Titel „Mackenzie Ziegler for Justice Active“. „Justice“ und Ziegler veröffentlichten dazu den Song Teamwork und ein dazugehöriges Musikvideo, um die Zusammenarbeit zu promoten.
Im September 2018 veröffentlichte Ziegler ihre eigene Make-up-Linie Love, Kenzie.

## Soziales Engagement
Im Jahr 2012 ging Ziegler zusammen mit ihrer Mutter und Schwester Maddie eine Partnerschaft mit Starlight Children’s Foundation ein, die sich um chronisch kranke Kinder und Jugendliche kümmert. Ziegler erklärte, dass sie gern ihre Zeit widmen möchte, um anderen Kindern zu helfen und dass es eine lohnende Erfahrung sei. Im Mai 2016 kündigten Ziegler und ihre Schwester an, für 'DoSomething.org' eine Geburtstagskampagne zu unterstützen, die es Menschen ermöglicht, hausgemachte Geburtstagskarten an Kinder zu schicken, die in Obdachlosenheimen leben.

## Diskografie

### Alben
- 2014: Mack Z (Erstveröffentlichung: 26. April 2014)
- 2018: Phases (Erstveröffentlichung: 20. November 2018)

### Singles
- 2014: It’s a Girl Party (Mack Z; Erstveröffentlichung: 18. März 2014)
- 2014: It’s a Girl Party (Remix-Single) (Mack Z; Erstveröffentlichung: 29. Juli 2014)
- 2014 Shine (Mack Z; Erstveröffentlichung: 26. August 2014)
- 2014: Christmas All Year Long (Erstveröffentlichung: 17. November 2014)
- 2015: I Gotta Dance (Mack Z; Erstveröffentlichung: 10. August 2015)
- 2015: Sleigh Ride (Erstveröffentlichung: 26. November 2015)
- 2016: I Gotta Dance: The Remixes (Mack Z; Erstveröffentlichung: 2. Januar 2016)
- 2016: Day & Night (Erstveröffentlichung: 18. November 2016; zusammen mit Johnny Orlando)
- 2017: Monsters (aka Haters) (Erstveröffentlichung: 28. April 2017)
- 2017: Teamwork (Erstveröffentlichung: 14. Juli 2017)
- 2017: Breathe (Erstveröffentlichung: 13. Oktober 2017)
- 2017: Perfect Holidays (Erstveröffentlichung: 3. November 2017)
- 2018: What If (Erstveröffentlichung: 18. Mai 2018; zusammen mit Johnny Orlando)
- 2018: Nothing on Us (Phases; Erstveröffentlichung: 3. August 2018)
- 2018: Wonderful (Phases; Erstveröffentlichung: 25. September 2018)
- 2019: HOT (Erstveröffentlichung: 17. Juli 2019)
- 2019: Motives (Erstveröffentlichung: 18. Dezember 2019)
- 2022: 100 degrees (Erstveröffentlichung: 22. Oktober 2022)

### Musikvideos (Auswahl)
| Jahr | Titel                   | Interpret                                                            |
| ---- | ----------------------- | -------------------------------------------------------------------- |
| 2011 | It’s Like Summer        | LUX                                                                  |
| 2012 | Summer Love Song        | Brooke Hyland                                                        |
| 2014 | Freaks Like Me          | Todrick Hall                                                         |
| 2014 | It’s a Girl Party       | Mack Z                                                               |
| 2014 | Shine                   | Mack Z                                                               |
| 2014 | Christmas All Year Long | Mack Z                                                               |
| 2015 | I Gotta Dance           | Mack Z                                                               |
| 2016 | I Gotta Dance Remix     | Mack Z                                                               |
| 2016 | Day & Night             | Johnny Orlando & Mackenzie Ziegler                                   |
| 2017 | Monsters (aka Haters)   | Mackenzie Ziegler                                                    |
| 2017 | Riding Free             | Maisy Stella                                                         |
| 2017 | Teamwork                | Mackenzie Ziegler in Zusammenarbeit mit Justice (Tween Brands, Inc.) |
| 2017 | Everything              | Johnny Orlando                                                       |
| 2017 | Perfect Holidays        | Mackenzie Ziegler in Zusammenarbeit mit Justice (Tween Brands, Inc.) |
| 2017 | Breathe                 | Mackenzie Ziegler                                                    |
| 2017 | The Most                | Johnny Orlando                                                       |
| 2018 | What If                 | Johnny Orlando & Mackenzie Ziegler                                   |
| 2018 | Nothing on Us           | Mackenzie Ziegler                                                    |
| 2018 | Wonderful               | Mackenzie Ziegler                                                    |

## Filmografie (Auswahl)
- 2011–2016: Dance Moms (Fernsehserie, 159 Episoden)
- 2013: Abby’s Ultimate Dance Competition
- 2015–2017: Nicky, Ricky, Dicky & Dawn (Fernsehserie, 2 Episoden)
- 2016: So You Think You Can Dance (Fernsehserie, 3 Episoden)
- 2018: Dancing with the Stars (Fernsehserie, 2 Episoden)
- 2018–2020: Total Eclipse (Fernsehserie, 49 Episoden)
- 2018: Dancing with the Stars: Juniors (Fernsehserie, 7 Episoden)
- 2021: Let Us In
- 2025: Shakey Grounds
- 2025: She Dances

## Tourneen
- 2017: Maddie & Mackenzie Australian Tour mit Maddie Ziegler
- 2017: Day & Night Tour mit Johnny Orlando
- 2018: Maddie & Mackenzie Australia & New Zealand Tour mit Maddie Ziegler
- 2019: Pretty Much Fomo Tour

## Nominierungen
| Jahr | Award                 | Kategorie                  | Ergebnis  | Ref.   |
| ---- | --------------------- | -------------------------- | --------- | ------ |
| 2016 | Teen Choice Awards    | Choice Muser               | Nominiert | [ 23 ] |
| 2017 | Industry Dance Awards | Favorite Dancer 17 & Under | Nominiert | [ 24 ] |
| 2018 | Teen Choice Awards    | Choice Muser               | Gewonnen  | [ 25 ] |

## Schriften
- 2018: Kenzie’s Rules for Life: How to Be Happy, Healthy, and Dance to Your Own Beat. Gallery Books - Simon & Schuster Ltd, Mai 2018, 256 Seiten, englisch, ISBN 978-1501183577